# Filhas de Santo Eusébio
As Filhas de Santo Eusébio são um instituto religioso feminino de direito pontifício.

## História
A congregação foi fundada em Vercelli em 29 de março de 1899 por Dario Bognetti e Eusebia Arrigoni para ajudar pessoas com deficiência grave que não conseguiam abrigo em outras instituições.
As Filhas de Santo Eusébio, nomeadas em homenagem ao padroeiro de Vercelli, obtiveram a aprovação diocesana em 14 de dezembro de 1900; receberam o decreto pontifício de louvor em 13 de maio de 1950 e a aprovação definitiva da Santa Sé em 24 de maio de 1958.
A sua primeira filial no estrangeiro abriu no Quénia em 1969.

## Atividades e difusão
As Filhas de Santo Eusébio dedicam-se particularmente à assistência aos deficientes e aos idosos.
Além da Itália, estão presentes no Brasil e no Peru; a sede geral fica em Vercelli.
No final de 2008 a congregação contava com 102 religiosas em 16 casas.